# Bandırma
Bandırma – miasto portowe w Turcji w prowincji Balıkesir, na południowym wybrzeżu Morza Marmara; węzeł komunikacyjny. Według danych na 2000 liczyło 97 419 mieszkańców. Posiada regularne połączenia promowe m.in. ze Stambułem na przeciwległym brzegu Morza Marmara.
W starożytności istniało tu greckie miasto Panormos. Miasto było następnie częścią Bizancjum, a później Imperium Osmańskiego. Zostało niemal całkowicie zniszczone w czasie wojny grecko-tureckiej w 1922. Współcześnie w pobliżu znajduje się baza NATO.